# Jenni Dahlman
Jenni Maria Dahlman-Räikkönen (n. 27 octombrie 1981 în Piikkiö, Finlanda) este un fotomodel finlandez. În anul 2001 a fost aleasă Miss Scandinavia. A fost soția pilotului de formula 1 Kimi Räikkönen (2004-2014).

## Date biografice
Dahlman a lucrat ca vânzătoare; în anul 1981 a luat locul 1 la concursul de frumusețe „Miss Turku”, iar în anul următor locul 2 ca Miss Finnland. A fost aleasă „Queen of the Year 2000” (din engleză „Regina frumuseții”). A continuat să lucreze ca fotomodel și a devenit coproprietară a „Bläk Private Club”.
Vorbește suedeza, finlandeza și engleza.
1. ↑  Jenni Dahlman, Česko-Slovenská filmová databáze